# Garsauria laosana
Garsauria laosana – gatunek pluskwiaka z rodziny ziemikowatych i podrodziny Garsauriinae. Zamieszkujące północną część krainy orientalną i południowe skraje wschodniej krainy palearktycznej.

## Taksonomia
Gatunek ten opisany został po raz pierwszy w 1991 roku przez Jerzego Adriana Lisa na łamach „Annals of the Upper Silesian Museum, Entomology”. Jako lokalizację typową wskazano Laos.

## Morfologia
Pluskwiak o ciele spłaszczonym grzbietowo-brzusznie, w zarysie mającym prawie równoległe boki, u samców długości od 9,4 do 11,1 mm i szerokości od 5,4 do 6,1 mm, u samic zaś długości od 9,5 do 11,7 mm i szerokości od 5,6 do 6,1 mm. Głowa jest szersza niż dłuższa, gęsto punktowana, zaopatrzona w duże i wyłupiaste, czarniawobrązowe oczy złożone, brązowe lub rudobrązowe przyoczka oraz brązowe do czarniawobrązowych czułki zbudowane z pięciu członów, z których drugi jest drobny. Czteroczłonowa, brązowa kłujka sięga w spoczynku do przedniej pary bioder lub nieco za nią. Wyraźnie szersze niż dłuższe przedplecze ma dwa wyraźne wgłębienia i poza bocznymi brzegami gęsto punktowaną powierzchnię. Na przedzie przedplecza występuje podługowaty wcisk między parą małych guzków środkowych. Tarczka jest mała, o kształcie szerszego niż dłuższego trójkąta, przed wierzchołkiem z parą wyraźnych wcięć bocznych, na powierzchni punktowana z wyjątkiem pary ukośnych, matowych plamek przy kątach przednich. Nasada tarczki jest silniej wysklepiona, a jej wierzchołek silniej wgłębiony niż u G. aradoides. Półpokrywy mają duże, wyraźnie punktowane przykrywki, po dwa szeregi punktów na międzykrywkach, gęsto punktowane mezokoria, słabiej punktowane egzokoria oraz brązowe, węższe od odwłoka i nieosiągające jego szczytu zakrywki. Odnóża są niezmodyfikowane, o smukłych goleniach z trójczłonowymi stopami osadzonymi wierzchołkowo. Odwłok samca charakteryzuje się dobrze zesklerotyzowaną kapsułą genitalną na stronie brzusznej wyposażoną w długi, językowaty wyrostek. Falloteka jest niezesklerotyzowana. U samicy grzbietowy brzeg segmentu genitalnego jest wyraźnie pośrodku zafalowany.

## Ekologia i występowanie
Owad ten zasiedla lasy. Znajdywany był pod korą powalonych drzew.
Gatunek zamieszkujący krainy orientalną i południowe skraje wschodniej krainy palearktycznej. Rozmieszczony jest od Junnanu w południowych Chinach i archipelagu Riukiu w południowej Japonii po Laos i Wietnam.